# 普卢维安
普卢维安（法語：Plouvien，法語發音：[pluvjɛ̃]）是法国菲尼斯泰尔省的一个市镇，属于布雷斯特区。

## 地理
普卢维安（48°31'46"N, 4°27'10"W）面积33.7 平方千米，位于法国布列塔尼大區菲尼斯泰尔省，该省份为法国最西部的省份，位于布列塔尼半岛西部，北西南三面环大西洋，东临阿摩尔滨海省和莫尔比昂省。
与普卢维安接壤的市镇（或旧市镇、城区）包括：布朗堡、科阿特梅阿勒、凯尔尼利斯、拉尼利斯、洛克布雷瓦莱尔、普拉贝内克、普卢盖尔诺、特雷格洛努。

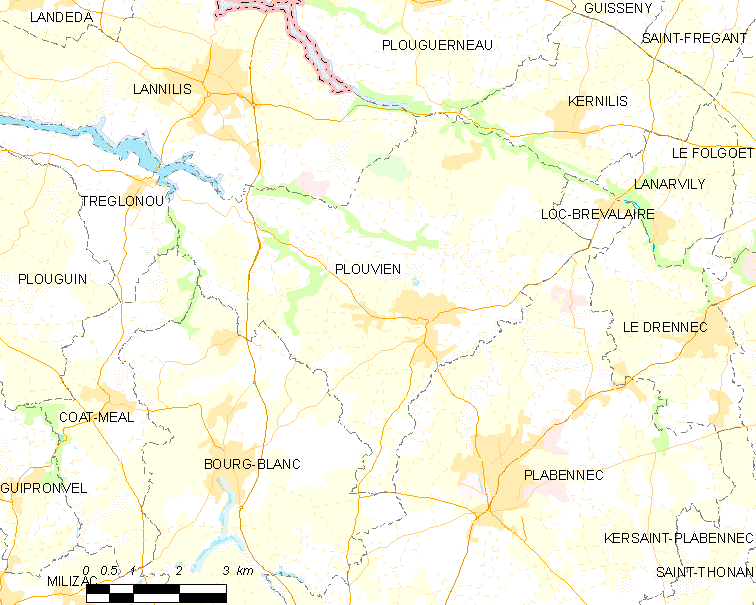
普卢维安的OSM定位图

普卢维安的时区为UTC+01:00、UTC+02:00（夏令时）。

## 行政
普卢维安的邮政编码为29860，INSEE市镇编码为29209。

## 政治
普卢维安所属的省级选区为普拉贝内克县。

## 人口

1962-2008年间普卢维安人口变化图示

普卢维安于2022年1月1日时的人口数量为3930人。